# Joseph Elian Sarkis
Joseph Elian Sarkis (1856-1932) né à Damas, est un homme de lettres et bibliographe.

## Biographie
Joseph Elian Sarkis, né à Damas en 1856, est un homme de lettres et bibliographe également connu par son activité de libraire-éditeur exercée au Caire où il s'installe en 1912 mais aussi par certaines de ses publications. Il exerça son activité littéraire en parallèle à une profession bancaire puisqu'il fut durant près de 35 ans employé à la Banque Impériale ottomane dans les agences de Beyrouth, Damas, Chypre, Ankara et Constantinople. 

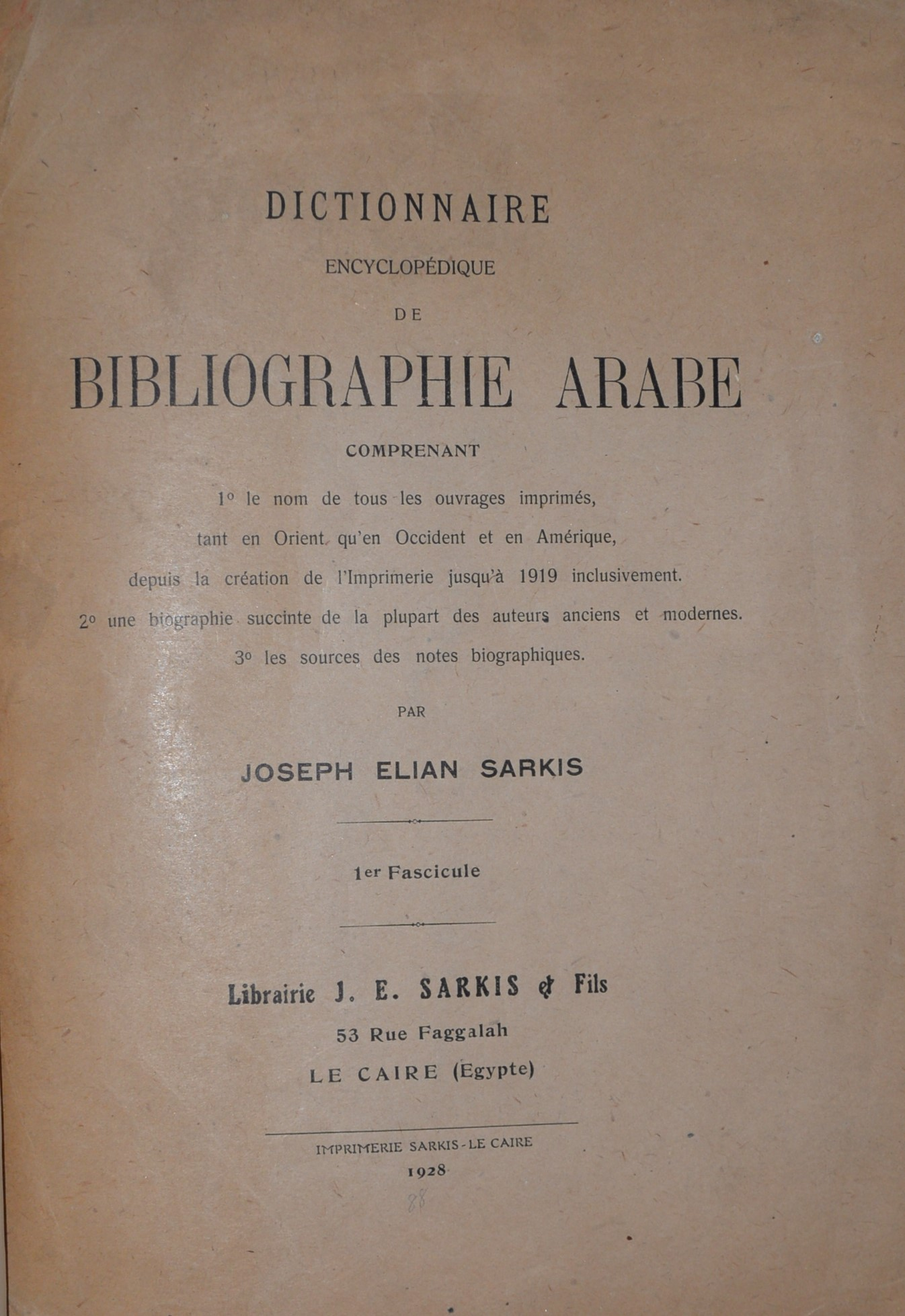
Dictionnaire encyclopédique de bibliographie arabe

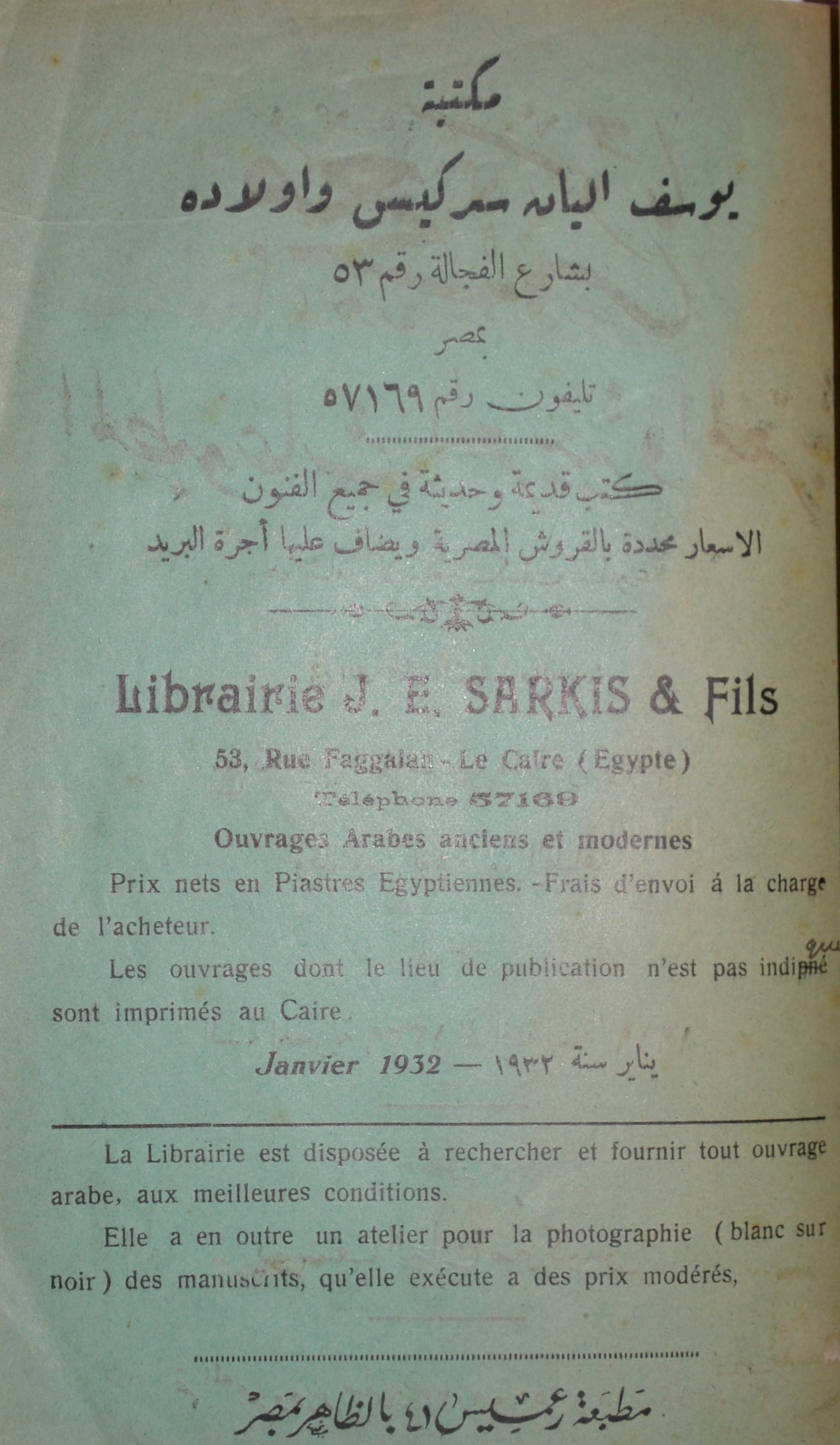
Catalogue de vente de livres de la librairie

En tant que libraire-éditeur, il prend local, sous le nom de librairie J.E. Sarkis et Fils, à la rue al-Faggalah face au café les Champs Élysées qui s'y trouvait alors. Dans cette rue plusieurs commerçants en livres venaient de s'établir après que la célèbre rue al-Hallougi, où se regroupaient autrefois, scribes, écrivains et marchands de livres anciens, eut été remplacée par la construction des nouvelles rues al-Azhar, al-Darassa, al-Machhad et al-Husseini.
La contribution éditoriale majeure de J.E.Sarkis est la parution du célèbre Dictionnaire encyclopédique de bibliographie arabe qu'il dédie à Ahmed Teymour Pacha, un grand savant et ami. C'est dans la très riche bibliothèque d'Ahmed Teymour, léguée plus tard à la bibliothèque nationale d'Égypte, que se préparera le dictionnaire encyclopédique de Joseph Elian Sarkis.
Avant l'âge de vingt ans, Joseph Sarkis s'était déjà adonné à l'écriture, par des travaux de traductions du français vers l'arabe, d'ouvrages célèbres, Les Naufragés de Spitzberg et Cinq semaines en ballon par Jules Verne,,; tous deux furent publiées dans le Beshir, un journal hebdomadaire publié entre 1874 et 1884 par la Société de Jésus à Beyrouth.
Plus tard, il traduira un Abrégé de l'histoire sainte, qui est toutefois un écrit resté inaccessible. Il fut édité en arabe et en français, à l'usage des écoliers.
Membre d'honneur de la Société d’Archéologie Russe d'Istanbul, ville où il réside un temps, il effectue des recherches sur les antiquités en particulier sur la numismatique. Sa contribution scientifique sur ce sujet est publiée dans les périodiques Al-Muktataf, Al Mashrik et Lughat al arab, qui étaient, en Orient, parmi les plus importants périodiques en langue arabe.
Les services qu'il rend à la Bibliothèque Vaticane, à travers son activité de libraire-éditeur, lui font mériter en 1926, à la demande de Mgr Eugène Tisserant, le titre de chevalier de Saint-Grégoire.

### Ouvrages

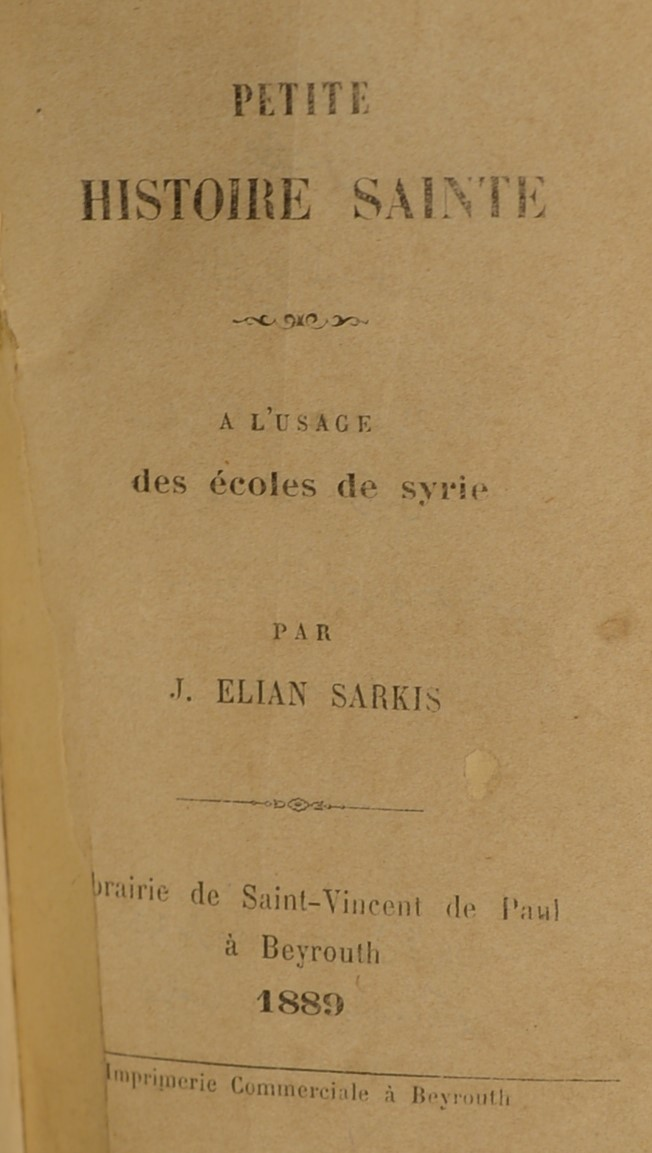
Petite Histoire Sainte à l'usage des écoles de Syrie éditée en français et en arabe par Joseph Elian Sarkis

- Petite Histoire Sainte à l'usage des écoles de Syrie, Mukhtassar at-tarikh al-muqaddas li fa'idat awlad al-Madaress fi Souriah, Librairie Saint-Vincent de Paul, Beyrouth, 1889, 135 pp
- Sarkis Yusuf Ilyan, article en anglais de Michael W. Albin, publié dans l’encyclopédie des bibliothèques et des sciences de l’information, Vol. 39, Supplément IV, 1985. Biographie rédigée sur la base d’une interview effectuée auprès du fils de l'auteur, Louis Joseph Sarkis.
- Mu'jam al-matbu'at al-'Arabiyah wa-al-mu'arrabah معجم المطبوعات العربية والمعربة, texte arabe, 1144 pp. formant 2024 colonnes, 1928, Librairie J. E. Sarkis et Fils, 53, rue Faggalah, Le Caire. (Il s'agit d'un guide complet des ouvrages arabes publiés depuis la fondation de l’imprimerie jusqu'à nos jours avec une description sommaire du sujet de chaque entrée)[13].
- Jâmi' al-Tasanîf al-Hâdithah (Bulletin bibliographique), جامع التصانيف الحديثة التي طبعت في البلاد الشرقية والغربية والأمريكية, supplément au Mu'jam mentionné ci-dessus, dont le premier volume énumère les livres publiés en langue arabe entre 1920 et 1926 et le second, les ouvrages de 1927. Ces deux petits volumes ne peuvent être comparés en étendue ou en exhaustivité au Mu’jam. Librairie J.E. Sarkis, Faggalah, Le Caire 1931[14],[15].
- Kitab Anfas al Athar fi Ashhar al Amssar, أنفس الآثار في أشهر الأمصار, un choix de lettres adressées à son frère Michel Elian Sarkis depuis Rome où il s'est rendu pour assister à l'élection du Pape Benoit XV, 1903, 163pp., Imprimerie Orientale moderne.
- Histoire d'Alep d'Ibn Chihna, Imprimerie Catholique de Beyrouth[16].

### Articles
- (ar) Er-Restan et son histoire, Anciennement Aréthuse, الرستن وتاريخها, dans la revue arabe scientifique "al-Mukataf", décembre 1907, numéro 12, Le Caire, 4 pp.[17].
- (ar) Le Couvent Saint-Maron, دير مار مارون, dans la revue arabe scientifique "al-Mukataf", numéro 2, février 1908, Beyrouth, 3 pp.[18].
- (ar) La société orientale de Beyrouth, الجمعية المشرقية في بيروت, dans la revue "Al Machriq", numéro 1, juin 1909, Beyrouth, Le Caire, 7 pp.[19].
- (ar) Antiques monnaies arabes, النقود العربية القديمة, dans la revue arabe scientifique "al-Mukataf", numéro 2, juillet 1916, Le Caire, 10 pp.[20].
- (ar) La ville de Homs, مدينة حمس, dans la revue arabe scientifique "al-Mukataf", numéro 6, décembre 1918, Le Caire, 6 pp.[21].
- (ar) Le Livre d'Al-Ghafiqi, كتاب الغافقي. Il s'agit d'un livre sur des médicaments uniques et bénéfiques, dans la revue arabe scientifique "al-Mukataf", numéro 3, mars 1921, Le Caire, 4 pp.[22].
- (ar) Vestiges arabes à Damas, آثار عربية في دمشق, dans la revue "Al Machriq", numéro 10, octobre 1922, Beyrouth, 6 pp.[23].
- (ar) Pièces de monnaie arabes de la collection d'Ahmad Zaki Pacha, المسكوكات العربية وصاحب السعادة أحمد زكي باشا, dans la revue de la Société Scientifique arabe, numéro 6, 1er juin 1926, Le Caire, 2 pp.[24]
- (ar) Un vieux manuscrit du Hadith, مخطوط قديم في غريب الحديث, dans la revue littéraire, scientifique et historique "Lughat al-Arab", numéro 1, janvier 1928, 4 pp.[25]
- (ar) Deux faits de l'histoire de Mossoul, نبذتان من تاريخ الموصل, dans la revue littéraire, scientifique et historique "Lughat al-Arab", numéro 2, février 1928, 5 pp.[26]
- (ar) Histoire ancienne d' Al Waqidi, اثر تارخي قديم للواقدي, dans la "Al Machriq", numéro 10 octobre 1922, P. 936, Beyrouth.

### Traductions

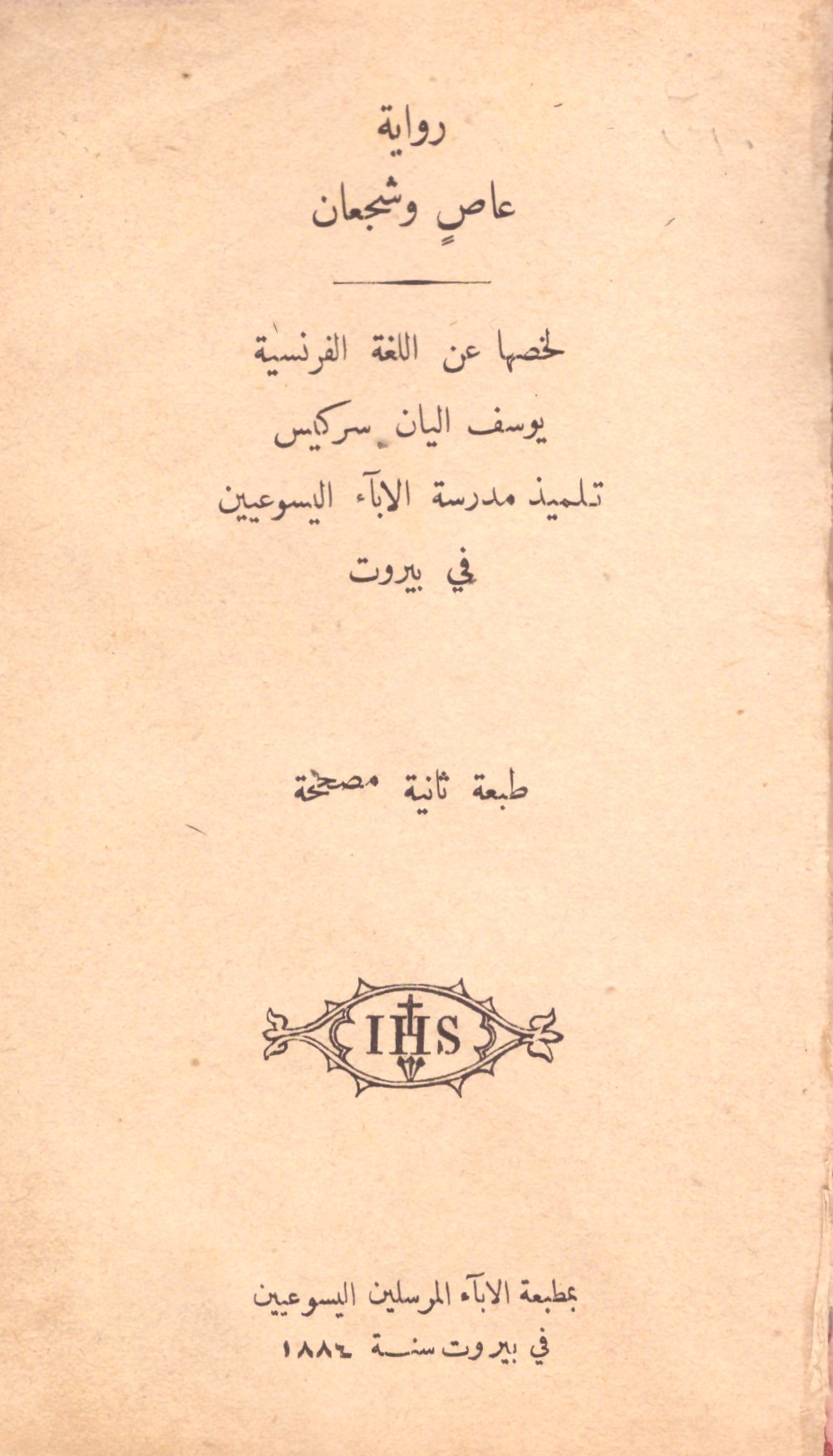
Les naufragés de Spitzberg, de Louis Friedel, traduit en arabe par J.E. Sarkis.

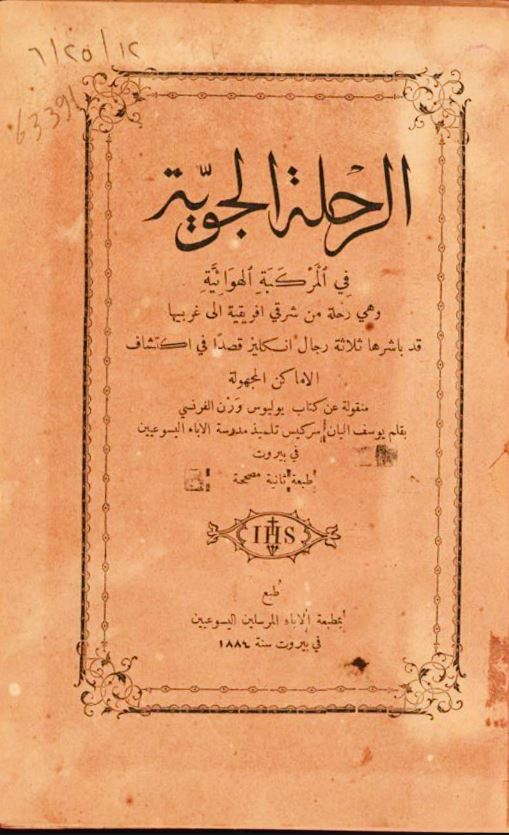
Cinq semaines en ballon de Jules Verne traduit en arabe par J.E. Sarkis.

- Les Naufragés de Spitzberg ou les salutaires effets de la confiance en Dieu, Louis Friedel (Pseud P Marcel), Traduit du français vers l'arabe par J.E. Sarkis[27]. - Il s'agit d'un récit conçu pour la jeunesse et surtout pour les écoliers. À côté de quelques notions géographiques sur l'Europe du Nord, il se propose de leur montrer que seuls les bons principes religieux sont capables de donner à l'homme la quiétude de l'âme et le véritable bonheur[28].
- Cinq semaines en ballon, الرحلة الجوية في المركبة الهوائية, par Jules Verne, Traduit du français vers l'arabe par J.E. Sarkis, Beyrouth, 1875[4].

### Contributions éditoriales
- Recension de l’histoire de la ville d’Alep au XVe siècle, الدر المنتخب في تاريخ مملكة حلب[29], Ibn al-Shihnah, Muḥibb al-Dīn Muḥammad ibn Muḥammad - 1402-1485, al-Durr al-muntakhab, 294 pp., Presses catholiques, Beyrouth, 1909. L’historien Jean Sauvaget l’a choisie comme la base de sa traduction française intitulée Les perles choisies, Presses catholiques, Beyrouth, 1933[30].
- Cent petits contes, مائة حكاية وحكاية, Chanoine Louis Schmidt, Édition de l'ouvrage en langue française et arabe ; la traduction du français vers l'arabe fut assurée par J.E. Sarkis[12].

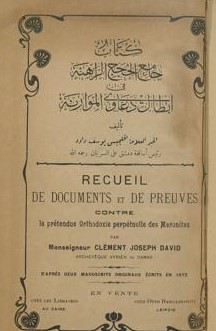
Recueil de Documents et de Preuves édités par J.E. Sarkis

- Recueil de Documents et de Preuves contre la prétendue Orthodoxie perpétuelle des Maronites, كتاب جامع الحجج الراهنة في ابطال دعاوى الموارنة. Joseph Elian Sarkis va se charger de l'édition, au Caire en 1908, de cet ouvrage de Monseigneur Joseph Clément David, Archevêque de Mossoul, qui réfute la thèse prétendant que les maronites furent toujours dans la ligne doctrinale de Rome. En effet, entre le début du VIIIe siècle période de la naissance de l’Église maronite à l'année 1182, date à laquelle elle rejoint Rome [32], l’Église maronite est accusée d'avoir adopté le monothélisme. L'ouvrage de l'Archevêque de Mossoul sera rapidement retiré de la vente à la demande du Saint-Siège [33]qui ne voulait pas froisser les maronites.